# Nouria Salehi
Pour les articles homonymes, voir Salehi.
Nouria Sultana Salehi, née en Afghanistan, est une physicienne spécialisée en physique nucléaire, biophysicienne et personnalité humanitaire afghano-australienne. 
Ses recherches en médecine nucléaire permettent la détection et le traitement de divers cancers. Réfugiée d'Afghanistan en Australie, elle y fonde nombreuses œuvres humanitaires et caritatives, notamment l’Afghan Australian Development Organisation.

## Biographie

### Jeunesse et formation
Nouria Sultana Salehi naît en Afghanistan. Elle commence ses études supérieures à l'Université de Kaboul, puis les continue à l'université Claude-Bernard à Lyon, en France, où elle obtient un doctorat.

### Carrière scientifique
Nouria Salehi commence à pratiquer la médecine nucléaire à Kaboul, la capitale de l'Afghanistan, mais elle choisit d'émigrer en Australie en 1981, après l'invasion russe de l'Afghanistan.
Elle travaille comme spécialiste en physique nucléaire et en biophysique dans l'établissement Melbourne Health de 1983 à 2017, et ensuite au département de médecine nucléaire du Royal Melbourne Hospital.
Ses recherches en physique appliquée à la médecine nucléaire permettent l'utilisation d'isotopes radioactifs pour détecter et traiter différentes formes de cancer, au bénéfice de nombreux Australiens.

### Fondatrice d'associations, œuvre caritative
Dans le domaine associatif, Nouria Salehi est la fondatrice en 2001 de l’Afghan Australian Development Organization, et elle en est la directrice exécutive. 
Elle est également la fondatrice de l'Association afghane des volontaires australiens dont elle est la présidente de 2002 à 2006. Elle est aussi membre de comités caritatifs pour un certain nombre d'autres groupes de réfugiés, de groupes œcuméniques et de défense des droits de l'homme.

### Reconnaissance publique
Nouria Salehi reçoit la Médaille de l'Ordre d'Australie lors de l'anniversaire de la Reine en 1997 pour « services rendus aux droits de l'homme, en particulier en faveur de la communauté afghane, des réfugiés et des groupes de soutien aux femmes ».
Elle reçoit en plus la Médaille du centenaire en 2001. Elle est par ailleurs promue membre de l'Ordre d'Australie lors de l'Australia Day Honors 2019 pour « services importants rendus aux communautés afghanes, migrantes et réfugiées ».
Elle est nommée Personnalité australienne de l'année pour l'État de Victoria en 2012, et elle est placée au Tableau d'honneur des femmes de Victoria en 2021. Elle devient membre à vie de l'Association de l'Ordre d'Australie en 1997 et elle est ambassadrice de l'Australia Day depuis 2012.